# Mon colonel
Pour plus de détails, voir Fiche technique et Distribution.
Mon colonel est un film français réalisé par Laurent Herbiet, sorti en 2006.

## Synopsis
En 1993, à Paris, le colonel en retraite Raoul Duplan est trouvé mort chez lui, une balle dans la poitrine. Une lettre anonyme est envoyée aux enquêteurs : « Le colonel est mort à Saint-Arnaud ». En 1957, à Saint-Arnaud, dans l'est de l'Algérie, un jeune officier juriste, Guy Rossi, prend ses fonctions auprès du colonel Duplan. La machine des pouvoirs spéciaux et de la torture institutionnalisée se met en route. Elle fera du jeune juriste un bourreau et elle rattrapera Duplan quarante ans plus tard.

## Fiche technique
- Titre : Mon colonel
- Réalisateur : Laurent Herbiet
- Scénario : Costa-Gavras, Jean-Claude Grumberg, Laurent Herbiet, d'après le roman éponyme de Francis Zamponi (paru en 1999 à Paris-Arles, Actes Sud, coll. « Babel noir » no  375 - (roman policier historique) ; réédition en 2006, Arles, Actes Sud)
- Décors : Alexandre Bancel, Ramdane Kacer
- Costumes : Édith Vesperini
- Photographie : Patrick Blossier
- Son : Olivier Hespel
- Assistants-réalisateur : Joseph Rapp, Dylan Talleux, Iris Wong
- Montage : Nicole Berckmans
- Musique : Armand Amar
- Producteurs : Michèle Ray-Gavras, Costa-Gavras
- Pays d'origine :  France
- Genre : drame
- Durée : 111 minutes
- Date de sortie : France, 15 novembre 2006

## Distribution
- Olivier Gourmet : le colonel Duplan
- Robinson Stévenin : le sous-lieutenant Guy Rossi
- Cécile de France : le lieutenant Galois
- Éric Caravaca : René Ascensio
- Charles Aznavour : Père Rossi
- Bruno Solo : le commissaire Reidacher
- Georges Siatidis : le capitaine Roger
- Guillaume Gallienne : le sous-préfet
- Thierry Hancisse : le commissaire Quitard
- Jacques Boudet : le sénateur-maire
- Wladimir Yordanoff : le chef d'État-major
- Philippe Chevallier : le directeur d'école
- Samir Guesmi : Ali
- Bruno Lochet : l'adjudant Schmelck
- Franck Pitiot : le caporal Arnoul
- Xavier Maly : Père Jeantet
- Marie Kremer : Thérèse
- Éric Naggar : le maître d'hôtel
- Nicolas Abraham : le capitaine de gendarmerie
- Bonnafet Tarbouriech : le gendarme au service des archives

## Distinctions

### Récompense
- 2006 : Prix Aquitaine au Festival du film de Sarlat

### Sélections
- Festivals : Toronto IFF, Rome IFF, Sarlat, Montpellier (film d'ouverture), Thessalonique IFF, Dubaï IFF, Singapour, Londres Human Rights Watch (film d'ouverture), New-york HRW (film d'ouverture), Ontario HRW, Los Angeles ColCoa, Beauvais Festival du Polar, Montréal, Tel-Aviv, Londres Mosaïque, La Ciotat, Bruxelles, Munich IFF, Amman, Buenos Aires HRW (film d'ouverture), Avignon Festival du Polar, Strasbourg-Étoiles du Cinéma Européen, Lisbonne Festa do Cinema Frances, Paris Cinéma-Vérité, Cancun IFF, Washington IFF

## Autour du film
Le tournage se déroula à Paris, Théméricourt, Vigny et en Algérie, à Blida, Constantine et Kherrata et Sétif.